# Jardín Botánico Medicinal De la Cruz-Badiano
El Jardín Botánico Medicinal “De la Cruz-Badiano” de la Universidad Nacional Autónoma de México es uno de los primeros jardines botánicos medicinales de México, situado en la delegación Iztapalapa en la Ciudad de México. Con una extensión de alrededor de 5 000 m², alberga 145 taxones de los cuales 55% son de origen silvestre
El vivero alto del Jardín Botánico Medicinal lleva el nombre del ilustre botánico mexicano Dr. Javier Valdes Gutiérrez experto en la botánica del Códice De la Cruz-Badiano.
El código de identificación internacional del Jardín Botánico Medicinal como miembro del Botanic Gardens Conservation Internacional (BGCI), así como las siglas de su herbario es IZT.

## Localización
El jardín se encuentra en la UNAM campus “Facultad de Estudios Superiores Zaragoza” en la Avenida Guelatao n.º 66, Colonia Ejército de Oriente, Iztapalapa, Ciudad de México, Distrito Federal, CP 09230, México.
Planos y vistas satelitales:19°22′23″N 99°02′03″O / 19.37306, -99.03417
El jardín botánico se encuentra abierto en el horario lectivo de la Universidad.

## Historia
El jardín se fundó el 25 de octubre de 1987 por el biólogo Alejandro Villaseñor Becerra gracias a: 1) Los Coloquios de Medicina Tradicional que se llevaron a cabo dentro de la Facultad, 2) Al reconocimiento de que el 66% de la población mexicana recurre al uso de la herbolaria como una alternativa para resolver sus problemas de salud y 3) A la pérdida de más de 7 000 km² de bosques en la Cuenca del Valle de México. 
Así, el director de la Facultad, el Dr. Rodolfo Herrero Ricaño autorizó 600 m² de terreno para iniciar los trabajos de establecimiento de una colección científica de plantas medicinales vivas. 

## Colección científica
El jardín mantiene una colección de plantas medicinales representada en gran parte por las familias Asteraceae y Lamiaceae de la Cuenca de México.
La colección cuenta con 145 especies biológicas ordenadas por sistemas y aparatos humanos. 
En el área destinada al aparato digestivo se pueden encontrar: Matricaria chamomilla y Artemisia ludoviciana subsp. mexicana, también conocidas por el vulgo como "manzanilla" y "estafiate" respectivamente. 
En el área del sistema nervioso se hallan: Datura stramonium y Brugmansia arborea, conocidas también como "toloache" y "floripondio". 
De cada una de las 145 especies se tienen registrados sus usos medicinales, forma de preparación, posología y datos entofarmacognósticos.

## Investigación
Se realizan trabajos de investigación para contribuir al estudio botánico médico de la "hierba del coyote", Polanisia uniglandulosa Cav.
Asimismo, implementar estrategias que despierten la conciencia y el interés por la preservación del conocimiento botánico médico.

## Infraestructura
Cuenta con infraestructura universitaria como biblioteca, auditorio, herbario, vivero, invernadero y estacionamiento.

## Comentarios
Recibe aproximadamente 2500 visitantes por año; la mayoría son naturistas, vegetarianos, grupos escolares e investigadores.